# ADK

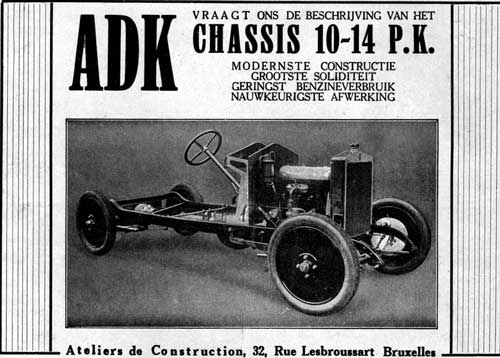
Advertentie (september 1923)

ADK, ofwel Automobiles de Kuyper SA, was een Belgisch automerk dat auto's bouwde tussen 1922 en 1931; eerst in Elsene, daarna in Anderlecht.
Men bouwde auto's met ingekochte motoren van andere fabrikanten. De eerste auto, het type Y-22, had een viercilinder motor van S.C.A.P.. In 1927 kondigde de fabrikant een auto met een 1594 cc zescilindermotor aan met dubbele carburateur. In 1928 werd zelfs een achtcilindermodel aangekondigd met een inhoud van 2340cc. Uiteindelijk kon men de wereldcrisis niet bolwerken en sloot het bedrijf in 1931 de deuren.